# 黎巴嫩传呼机爆炸案
黎巴嫩寻呼机爆炸案發生於2024年9月17日下午，黎巴嫩和敘利亞境內真主党武裝份子持有的數千部金阿波罗AR-924呼叫器同時發生爆炸，以色列政府稱此為「可怕呼叫器行動」。爆炸遍及整個黎巴嫩，包括被視為真主黨活動據點的貝魯特達希耶郊區、南黎巴嫩省以及邊境地區的貝卡谷地。
真主黨稱此事件是「迄今為止最大的安全漏洞」。襲擊發生在以色列和真主黨的低強度戰爭期間，黎巴嫩全國陷入混亂，約150家醫院收治傷者，至少12人死亡、2,750人受伤。
9月18日，第一波爆炸發生24小時後，黎巴嫩各地發生第二波爆炸事件。包括真主黨武裝份子使用的 ICOM IC-V82 對講機、智能手機、太陽能板、收音機、汽車電池、指紋識別器、專線聯絡系統、無線電系統等設備發生爆炸，至少造成30人死亡，750人受傷。
已故的真主黨總書記纳斯鲁拉曾表示此次事件是一次“重大的打击”，可以說是以色列通过袭击的方式向真主黨的宣戰。真主党誓言要进行报复。以色列国防部长约阿夫·加兰特表示針對抵抗軸心的戰爭進入「新階段」，以色列國防軍將把資源和力量轉向北部以應對真主黨。
11月10日，以色列發言人表示，本杰明·内塔尼亚胡总理首次承认该国参与黎巴嫩的传呼机行动，并确认他批准此次對黎巴嫩真主党的袭击。

## 背景
2023年10月7日，位於加薩走廊的宗教、政治、軍事混合組織哈馬斯對以色列展開攻擊。次日，由伊朗支持的真主黨武裝份子加入戰爭，對以色列城鎮如采法特和納哈里亞，及其他據點展開攻擊，並宣佈在以色列停止對加薩的攻擊之前，將不會停止對以色列的攻擊。真主黨和以色列之間的持續低強度戰爭，導致邊境地區建築毀損。
聯合國數據顯示，黎巴嫩撤離人數超過90,000人，以色列撤離人數約60,000人。2024年7月5日，以色列方面稱已擊斃約366名真主黨武裝分子。雖然雙方的攻擊造成重大損害，但未升級為全面戰爭。2023年10月7日至2024年6月21日間，真主黨勢力對以色列發動1,258次攻擊，以色列對真主黨發動6,124次攻擊。
2024年7月27日，以色列邁季代勒舍姆斯鎮的足球場發生真主黨火箭彈襲擊事件，導致12名兒童和青少年喪生。而同月30日，以色列對黎巴嫩的一棟公寓樓發動空襲，擊斃真主黨的最高指揮官伏阿德·舒克；此事件導致戰爭局勢升級。同年9月17日第一波爆炸發生之前的幾小時，以色列安全內閣設立一個新的戰爭目標：讓撤離以色列北部的居民安全返回；這目標也納入前兩個目標為摧毀哈馬斯及確保被劫持的以色列人質被釋放。以色列國家安全局表示，已成功挫敗真主黨預謀的暗殺計畫，該計畫意圖以爆炸裝置刺殺一名前以色列高級國防官員。

## 通訊設備
部分真主黨成員在哈馬斯襲擊以色列前已經在使用傳呼機，但傳呼機在襲擊後更廣泛被其使用，因為真主黨總書記哈桑·納斯魯拉認為以色列已滲透他們的手機網絡。2024年2月，哈桑·納斯魯拉要求該組織成員改用傳呼機。真主黨隨後進口一批新款傳呼機，型號為臺灣企業金阿波羅旗下的AR-924；以及一批於2014年停產的手持對講機，型號為日本企業 ICOM旗下的IC-V82。
另有報導稱這些設備在送往黎巴嫩之前在伊朗被以色列人員植入爆炸物。《天空新聞台》引述黎巴嫩安全部門消息來源，稱真主黨訂購5,000台傳呼機。以色列情報機構此前曾進行過涉及通信設備內置炸藥的行動，例如在1996年暗殺哈馬斯成員葉海亞·阿亞什。根據美国哥伦比亚广播公司对两名前摩萨德特工的采访，以色列方面為了能讓真主黨採購金阿波羅的傳呼機，特意发布虚假广告和虚假测评，最終讓真主黨成功訂購傳呼機。同時為了不讓真主黨能追溯到傳呼機的來源，以色列方面開設了許多空殼公司，通過一連串的空殼公司採購金阿波羅的傳呼機並通過空殼公司將這些傳呼機賣給真主黨。

### 寻呼机产地疑雲
爆炸事件中的寻呼机为設於台湾新北市汐止金阿波罗公司的产品，因此台湾卷入事件。金阿波罗公司在爆炸事件後發布聲明称，該型號寻呼机由匈牙利BAC CONSULTING KFT公司生產和製造，金阿波罗公司仅授權使用其商標。中華民國經濟部第一时间回应则称“业者说明该呼叫器的制造与组装都在台湾完成，但呼叫器仅有接收功能，内装电池为一般3号电池（AA电池，中国大陆称“5号电池”），无爆炸造成死伤的可能性，且业者检视媒体及图片后，提出是否为该公司产品的疑问，并判断呼叫器应为出口后遭改装。”与金阿波罗公司说法有所出入。
BAC公司首席执行官承认与金阿波罗公司有合作關係，但表示“BAC公司只是仲介業者，并不制造寻呼机”。匈牙利政府发言人佐爾坦·科瓦奇表示，BAC只是贸易仲介，在匈牙利没有制造和运营据点。公司申报的住址只有一名注册的经理，该名BAC高管旋即受到匈牙利特务部门的保护。《紐約時報》援引三名匿名情报官员的說法称，以色列情報單位创办包括BAC公司在内的至少三家空殼公司，以掩盖以色列情报官员为寻呼机製造者的真實身分。《法新社》报道称，经其查证BAC公司仅一名员工。《TVBS》報導称，BAC公司的客戶不只有真主黨，還有普通客戶，至於這次爆炸呼叫器則是另外單獨成批改造，專門提供給真主黨。

## 经过

### 第一波爆炸
真主党內部使用的金阿波罗AR-924寻呼机於2024年9月17日下午15:30左右同時发生爆炸，至少9人死亡、2750人受伤，來自黎巴嫩政府的消息稱，傷者主要是真主黨成員。部分媒体报道称这些寻呼机在30分鐘至1小時內陸續爆炸，有目擊者表示寻呼机在爆炸前冒出煙霧並發出小爆炸聲。美联社报道稱这些设备在抵达黎巴嫩前被植入爆炸物。《紐約時報》指出以色列情報機構攔截這批裝置，並在其中安裝少量炸藥。路透社引述一黎巴嫩境内的匿名来源称，这些被修改的设备可以在接收指令后引爆其内部的3克炸药。其他报道则指出这些设备会震动同时在屏幕上弹出报错信息，只有当使用者按下按钮清除错误信息才会引爆，以确保使用者可以在引爆时手持该设备。
伊朗驻黎巴嫩大使穆傑塔巴·阿瑪尼在爆炸中受轻伤。真主黨黎巴嫩議員阿里·阿瑪爾的兒子和另一名真主黨成員的9歲女兒在此次襲擊中喪生；黎巴嫩總理納吉布·米卡提前往貝魯特南部弔唁。阿拉伯語新聞報導稱，敘利亞代爾祖爾省的爆炸事件中有19名伊朗伊斯蘭革命衛隊成員死亡，另有150人受傷，但伊朗伊斯蘭革命衛隊否認有任何傷亡報告。

### 第二波爆炸
在最初的爆炸事件發生約24小時後，黎巴嫩再次發生了第二波爆炸事件。據報導，爆炸發生在貝魯特、貝卡谷地和黎巴嫩南部。發生爆炸的設備包括真主黨武裝分子使用的日本ICOM公司旗下已经停产的IC-V82對講機，以及部分智能手機、太陽能板、對講機、收音機、汽車電池、指紋識別器、專線聯絡系統、無線電系統等設備。指紋辨識器和無線電設備的爆炸同時引發了火災。至少造成14人死亡，超過450人受傷。一群男子襲擊聯合國駐黎巴嫩臨時部隊的車輛，事發地點位於黎巴嫩提爾，隨後黎巴嫩武裝部隊介入。真主黨支持者則阻止記者進行拍攝。

## 傷亡
首波攻擊至少12人喪生，超過2750人受傷。遇難者包括一名9歲女童及另一名真主黨議員的兒子。一些媒体报导称，伊朗駐黎巴嫩大使穆傑塔巴·阿瑪尼在爆炸中失去左眼，右眼重傷。伊朗驻貝魯特大使馆随着发文驳斥报导，表示有关穆傑塔巴·阿瑪尼的身体状况和视力状况的谣言都是假的。3天后，伊朗駐黎巴嫩大使馆发文表示，医疗团队确认穆傑塔巴·阿瑪尼没有严重问题，在经过一次小手术和短暂的恢复期后将重返工作岗位。
9月18日的第二波攻擊造成至少20人死亡，超過450人受傷。伊朗派出一支由12名醫生、12名護士和伊朗紅新月會會長組成的醫療隊赴黎巴嫩，提供醫療援助。伊拉克派遣軍用飛機運送醫療物資抵達貝魯特。約旦、土耳其、敘利亞和埃及也向黎巴嫩提供醫療援助。

## 反应

### 國家及地區
黎巴嫩
武裝部隊消息人士向媒體透露，以色列成功滲透部分個人通訊裝置，導致爆炸。總理辦公室發表聲明，稱以色列侵犯黎巴嫩主權。9月18日，全國學校停課。
真主党方面指责以色列情報及特殊使命局策划实施了此次袭击，并称将进行报复。與真主黨關係密切的人士形容，爆炸後其內部處於無序狀態。報紙《Al-Akhbar》報導稱，「敵人成功對抵抗軸心發動自衝突以來最嚴重的打擊，這次行動在打擊的深度與手段都堪稱意料之外。」
公共卫生部在首波爆炸後發布紧急通告，要求民众立即将呼叫器扔掉。外交部則发表声明，谴责以色列发动网络攻击，将向联合国安理会申诉。衛生部長菲拉斯·阿比亞德讚揚黎巴嫩醫療系統的迅速反應，稱此次反應「良好」，並強調醫療系統成功及時救治重傷者。
 以色列
國防軍在《美聯社》詢問時拒絕評論事件。參謀總長赫齊·哈萊維召集將領會議，討論「準備在所有前線進行防禦和進攻行動」。次日，哈萊維發表聲明稱：「我們有很多能力尚未啟用...我們已經看到一些情況，我認為我們準備充分，並且正在進一步制定這些計劃。」他還表示，將分階段推進，每個階段對真主黨都會造成更大的痛苦，並強調國防軍決心讓北以色列的流離失所者安全返回家園。
根據《Axios》報導指，以色列官員意識到爆炸後北部邊界可能會出現局勢升溫，而國防軍對真主黨的報復保持高度警戒。新聞網站《Walla!》引用匿名以色列官員消息來源稱，情報部門在行動前評估，認為真主黨可能會對以色列發動重大反擊。
國防部長約阿夫·加蘭特宣佈針對抵抗軸心的戰爭進入「新階段」，表示國防軍將把資源和力量轉向北部以應對真主黨。在首波襲擊的當天，以色列反對派領袖亞伊爾·拉皮德正在美國訪問，與美國政府官員討論「以色列和哈馬斯之間的停火換人質協議」。為應對黎巴嫩爆炸事件，他縮短行程返回以色列。
9月22日，總統艾薩克·赫爾佐格接受英國媒體採訪時否認以色列參與此次襲擊，並表示以國無意與黎巴嫩全面開戰。11月10日，本杰明·内塔尼亚胡总理首次承认該國参与黎巴嫩的传呼机襲擊真主黨行动。

#### 中東各國
埃及
總統阿卜杜勒-法塔赫·塞西在與美國國務卿安東尼·布林肯會晤時，重申對黎巴嫩的安全、穩定和主權的支持，並表示他的政府拒絕任何「衝突升級並擴大其區域範圍」的嘗試，呼籲所有各方負責任地行事。
 伊朗
外交部發言人納賽爾·卡納尼指責這是「猶太復國主義政權」進行的「大規模謀殺」行為。外交部部長阿巴斯·阿拉格齐稱此襲擊為「以色列恐怖行為」，並承諾提供醫療援助。伊斯兰革命卫队采取严格的安全措施和紧急措施，命令所有成员停止使用所有通讯设备，并进行大规模检查。另指出使用的通讯设备主要是国产，其余是从俄罗斯或中国进口。
 伊拉克
聯邦政府在首波襲擊後向黎巴嫩醫院提供醫療物資，並表示將加強邊界管控，以避免電子設備進口過程中的「滲透」或安全風險。
 叙利亚
政府向黎巴嫩人民表達聲援，並表示「支持他們捍衛自身權利」，同時譴責爆炸事件。外交部發表聲明，通過官方新聞機構阿拉伯叙利亚通讯社報導，指責以色列「擴大戰爭範圍和渴望流血」。該聲明呼籲各國「明確譴責這一侵略行為」。
 土耳其
總統雷傑普·塔伊普·埃爾多安在與黎巴嫩總理納吉布·米卡提的通話中批評以色列，表示其在區域內擴大衝突的行為「極為危險」，並保證土耳其將繼續努力制止「以色列侵略行為」。

#### 其他地區
美国
国务院发言人马修·米勒在記者會上表示，美国並没有参与此事，也並不知情。敦促伊朗不要對這次爆炸事件採取報復行動。白宮新聞秘書卡琳·珍-皮埃爾強調以色列與真主黨之間應通過外交手段解決問題。
 俄羅斯
外交部發言人瑪麗亞·扎哈羅娃對襲擊表示譴責，表示此事需要徹底調查並引起國際社會的關注。
 中華民國（臺灣）
未具名的国安人士称，在爆炸事件發生後不久，即注意到疑似與中国大陆有關的帳號在不同平台積極將此事件與台灣关联；但也说“目前還沒有中國官方媒體直接介入”。
金阿波羅創辦人兼董事長許清光表示，真主黨的呼叫器是由歐洲經銷商BAC CONSULTING KFT銷售，並將品牌授權給BAC公司。根據合約，BAC公司每生產1台呼叫器，須支付金阿波羅公司15美元（約台幣478元）利潤。臺灣士林地方檢察署已主動分案調查金阿波羅公司釐清事實，並指揮法務部調查局國安站，約談金阿波羅公司創辦人許清光及匈牙利BAC公司在台辦事處承租人吳玉蓁到案說明。
經濟部指出，金阿波羅呼叫器只有接收功能，並採用一般3號電池（AA电池），沒有爆炸造成死傷的可能性，研判應是出口後遭改裝。雖授權BAC公司使用商標生產，是不能掛台灣產地，須了解哪個環節出問題。公司人員也證實，今年從未出貨至中東地區。
 匈牙利
政府发言人佐爾坦·科瓦奇表示，当局已确认涉案公司 BAC CONSULTING KFT 是一家贸易中介，在匈牙利没有制造或运营基地，其申报的地址注册了一名经理，涉事的呼叫器机从未在匈牙利出现过。匈牙利国家安全部门正在与所有相关的国际伙伴机构和组织合作，并指此案不会对匈牙利构成国家安全风险。
 保加利亚
國家安全局宣布与内政部合作，以调查在保加利亚注册的公司 Norta Global 在爆炸事件的作用。此外，国家安全局也表示，没有在保加利亚境内发现任何疑似呼叫器的货物。
 日本
电子产品制造商Icom表示，涉事对讲机型号在2014年10月已停止生产，主机所需的电池也已停止生产。Icom董事榎本义树认为，鉴于设备照片显示电池仓周围严重受损，电池可能在采购后被改装成爆炸物，并警告多年来市场上充斥着其公司的假冒版本，而这些假冒对讲机都标有「中国制造」。Icom 表示，其所有正版呼叫器均在日本工厂生产，并正在进行调查。内阁官房长官林芳正也表示，政府正在调查此事。
 
外交部發言人李在雄表示，政府高度關切地密切關注中東局勢，並持續敦促相關各方透過對話尋求和平解決方案。
 比利时
副首相彼得拉·德叙特譴責發生在「黎巴嫩和敘利亞的大規模恐怖襲擊」。
 爱尔兰
外交部長米哈爾·馬丁譴責襲擊，表示其威脅平民性命並違反《日內瓦公約》關於無差別襲擊的條款。愛爾蘭總理西蒙·哈里斯批評此次襲擊，並呼籲緩和局勢。
 中华人民共和国
外交部發言人林剑表示，中方反对任何侵犯黎巴嫩主权和安全的行为，对事件可能引发地区的紧张局势升级表示担忧。中国驻联合国大使傅聰表示该行为“发动无差别袭击，造成大规模平民伤亡，制造社会恐慌”，“闻所未闻、令人发指”。

### 組織及機構

#### 跨國組織
联合国
聯合國駐黎巴嫩特別協調員雅尼娜·亨尼斯-普拉斯哈特譴責襲擊，並強調「平民不應成為攻擊目標，必須在任何時候都受到保護」。秘書長發言人斯特凡·杜加里克表示，聯合國對平民傷亡深感遺憾，並警告該地區可能面臨局勢升溫的風險。秘书长安东尼奥·古特雷斯在9月18日的講話中強調，平民設施不應被當作武器使用。安全理事会已計劃於9月20日召開會議討論該局勢。联合国人权事务高级专员办事处高級專員福爾克爾·蒂爾克在聲明中指出：「不論攻擊目標是平民還是武裝組織成員，在不確定其持有設備、所在位置及環境的情況下，同步針對數千人發動攻擊，這違反了國際人權法，並在適用時也違反國際人道法。」
 欧盟
外交事務高級代表荷西普·波瑞爾對此次襲擊表示譴責。

#### 非政府組織
駐伊拉克的親伊朗民兵組織真主黨旅和真主党精英运动向真主黨提供了醫療和軍事援助。萊姆金預防種族滅絕研究所譴責這起事件是「針對黎巴嫩人民的恐怖攻擊」。

#### 武裝組織
哈馬斯
指控以色列對爆炸事件負有責任，稱其為「公然違法的罪行」。哈馬斯在聲明中讚揚了真主黨的「努力和犧牲」，並表示「這一恐怖行為是猶太復國主義者對該地區更大規模侵略的一部分」。
 胡塞武裝
發言人穆罕默德·阿卜杜勒薩拉姆稱襲擊為「骯髒罪行和侵犯黎巴嫩主權」，並保證「黎巴嫩具備應對所有挑戰的能力，並擁有足以震懾猶太復國主義敵人的抵抗運動，讓其對任何對黎巴嫩的升級行為付出代價。」爆炸發生數小時後，胡塞武裝媒體副主任納斯爾·阿爾丁·阿梅爾表示，若與以色列發生戰爭，該組織準備支持真主黨，並派遣數千名戰士前往黎巴嫩。

#### 商業機構
法國航空和德国汉莎航空均以安全问题为由取消了前往特拉维夫、贝鲁特、德黑兰的航班。

## 評論
《CNN》指出，此行動可能旨在引發真主黨的恐慌，削弱其招募新成員的能力，並打擊外界對真主黨領導層和其保護自身行動及成員能力的信心。CNN首席法律和情報分析師約翰·米勒（John J. Miller）表示，此行動的訊息是：「我們可以在任何時間、任何地點找到你，並且選擇何時行動由我們決定，只需按下按鈕便可。」
《经济学人》分析这次袭击的可能目標，例如破壞真主党成员的通信网络，为军事入侵做准备等。这次袭击也有可能是以色列對真主黨超越常规强度的破坏計畫。倫敦大學亞非學院中東研究所莉娜·卡提布教授认为此舉在癱瘓真主党军事体系的同時也促成了恐慌，可能使真主黨在通讯事務上更加谨慎。另有说法认为以色列在考量真主党發現炸藥的潛在風險後選擇臨時引爆。
黎巴嫩当地卫生部部长菲拉斯·阿比亞德认为此次袭击的破坏性超越2020年貝魯特爆炸事故。一位因反对真主党的立场而知名的当地记者穆罕默德·巴拉卡特（Mohammad Barakat）将此次袭击比喻為黎巴嫩版九一一袭击事件。
《大西洋月刊》的特約撰稿人兼黎巴嫩記者金·加塔斯（Kim Ghattas）表示，此襲擊可能意在威脅真主黨，迫使其屈服，並表明若其對以色列的攻擊加劇，將面臨更大規模的報復。她還指出，這可能是大規模以色列行動的前奏，尤其是在真主黨因此次「如同科幻電影般」的攻擊陷入混亂的情況下。
政治學者埃利奥特·科恩在《大西洋月刊》上發表文章，認為此次爆炸對以色列而言是一場戰略勝利，真主黨將再也無法信任電子通訊，而一個組織如果失去通訊，就會難以運作。他還指出，這次襲擊尤其是令三週前赫什·戈德堡-波林和其他五名人質遇害後的以色列提高士氣。

## 外部連結
- 维基共享资源上的相關多媒體資源：黎巴嫩传呼机爆炸案
- 維基新聞相關報導：真主黨：以色列所為如宣戰
- 維基新聞相關報導：以色列據報策動真主黨傳呼機同步爆炸
- 維基新聞相關報導：傳呼機爆炸 大批真主黨成員受傷